# Oostwoud
Oostwoud (West-Fries: Oôstwoud) is een dorp in de gemeente Medemblik, in de Nederlandse provincie Noord-Holland. Het dorp heeft 910 inwoners (1 januari 2023).
Tot 1 januari 1979 behoorde het dorp tot de gemeente Midwoud. Van 1979 tot 2007 behoorde het tot de gemeente Noorder-Koggenland, waarin de gemeente Midwoud was opgegaan. Heel kort was het in het begin van 19e eeuw ook nog een eigen gemeente, waartoe ook de buurtschap Veldhuis en een deel van de buurtschappen Broerdijk en Tripkouw behoorde. Alleen Tripkouw valt tegenwoordig formeel niet meer onder Oostwoud.
In 1396 komt Oostwoud voor als Oestwoude en in 1639 als Oosterwout. De plaatsnaam verwijst naar het feit dat de plaats ten oosten van een bos ligt. Oudere woonsporen werden bij Oostwoud ook gevonden in 1962, toen grafheuvels met nederzettingssporen werden gevonden. Deze grafheuvels stamden uit de midden-bronstijd en er werden toen ook nederzettingssporen van de Klokbekercultuur gevonden.
Op 3 juni 1710 werd het dorp door een brand -gesticht door een misdadiger- voor een groot deel verwoest. In het jaar 1840 telde het dorp 310 inwoners en in 1870 waren er 486 inwoners.
In de jaren 1990 kwamen er plannen om Oostwoud en Midwoud naar elkaar toe te laten groeien via de weg/buurtschap Tripkouw die de twee plaatsen met elkaar verbond, het oosten was bij Midwoud was al deels bebouwd. Anno 2006 is een grootdeel van de plannen gerealiseerd. Daarmee is ook de buurtschap Tripkouw als duidelijke buurtschap definitief verdwenen.
In Oostwoudse gedeelte van de Broerdijk was vroeger een treinstation gevestigd, dit was het treinstation Midwoud-Oostwoud en het lag aan de spoorlijn Hoorn-Medemblik (tegenwoordig een museumlijn). Het station werd geopend op 3 november 1887 en officieel gesloten op 5 januari 1941. Het stationsgebouw was een laag langwerpig gebouw.

## Geboren in Oostwoud
- Jacob Henricus Avis, burgemeester (1891-1956)
- Robert Anker, dichter (1946-2017)
- Bente Kerkhoff